# أرماند لونيل
أرماند لونيل (بالفرنسية: Armand Lunel) كاتب فرنسي ولد في 9 يونيو 1892 بآكس آن بروفانس، وتوفى في 3 نوفمبر 1977 ب موناكو.

## روابط خارجية
- أرماند لونيل على موقع ميوزك برينز (الإنجليزية)